# Аруанская кукабара
Аруа́нская кукаба́ра (лат. Dacelo tyro) — вид птиц семейства зимородковых, эндемик островов Ару.

## Описание
Аруанская кукабара достигает длины 33 см. Оперение крыльев и хвоста ярко-синего цвета, грудь и брюхо белые, чёрно-белая в пестринах голова и тёмные глаза. Призывный крик клокочущий, следующий за звонким, равномерным смехом. 

## Распространение
Аруанская кукабара распространена на островах Ару и в низменности на юге Новой Гвинеи. Обитает в тропических лесах, по берегам болот и в зарослях саванн.

## Питание
Аруанская кукабара выискивает на земле различных беспозвоночных, таких как жуки, муравьи и палочники.

## Подвиды
Номинативный подвид Dacelo tyro tyro обитает на островах Ару, подвид Dacelo tyro archboldi обитает в Новой Гвинеи и имеет более блёклые перья.